# Чупево (Клина)
Чупево (алб. Qupevë) је насеље у општини Клина, Косово и Метохија, Република Србија.

## Становништво
| Демографија | Демографија | Демографија |
| Година      | Становника  | Становника  |
| ----------- | ----------- | ----------- |
| 1948.       | 102         |             |
| 1953.       | 111         |             |
| 1961.       | 151         |             |
| 1971.       | 217         |             |
| 1981.       | 331         |             |
| 1991.       | 468         |             |